# Amblydoras
Amblydoras és un gènere de doràdids propis dels rius de l'Amèrica del Sud tropical. Amblydoras és un de diversos gèneres classificats dins de la subfamília Astrodoradinae. Les espècies d'Amblydoras van des del voltant de 7,5 a 10,2 centímetres de llargada.

## Taxonomia
Hi ha cinc espècie reconeguda en aquest gènere:
- Amblydoras affinis (Kner, 1855)
- Amblydoras bolivarensis (Fernández-Yépez, 1968)
- Amblydoras gonzalezi (Fernández-Yépez, 1968)
- Amblydoras monitor (Cope, 1872)
- Amblydoras nauticus (Cope, 1874)